# Église Sainte-Marie-Madeleine de Loudervielle
L'église Sainte-Marie-Madeleine de Loudervielle est une église catholique  située à Loudervielle, dans le département français des Hautes-Pyrénées en France.

## Localisation
L'église Sainte-Marie-Madeleine de Loudervielle est située au sud du centre de ce village, au bord de la RD 130 qui monte au col de Peyresourde.

L'église est posée en surplomb de la vallée du Louron et du lac de Génos-Loudenvielle.

## Historique
L'église actuelle a été modifiée au cours des XVIIe siècle et XVIIe siècle.

La nef est agrandie au nord  par la construction d'un bas-côté et une sacristie est construite en 1787

## Architecture
L'église, d'origine romane, a conservé quelques éléments de cette époque :

un clocher-mur à deux baies ne comportant plus qu'une seule cloche,

une baie cintrée au dessus de la porte d'entrée (surmontée d'un tympan orné du monogramme du Christ),

les bandes lombardes ornant le mur sud.

L'église possède également un important mobilier :

À l'intérieur, le maître-autel est orné de deux ensembles de retables et d'un tabernacle dans le bas-côté nord de l'église.

Une croix reliquaire date de la fin du XIIe siècle.

## Galerie de photos

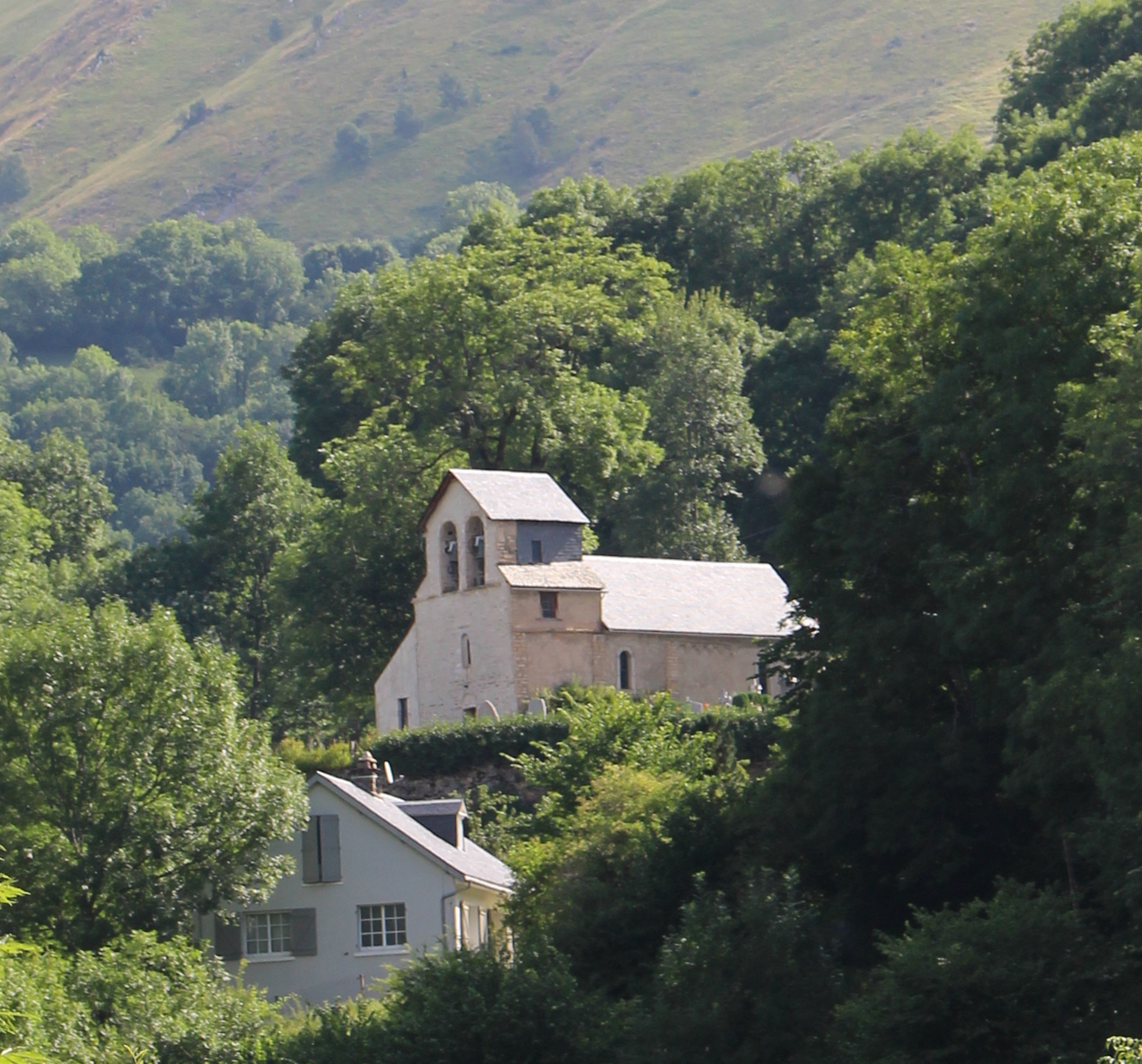
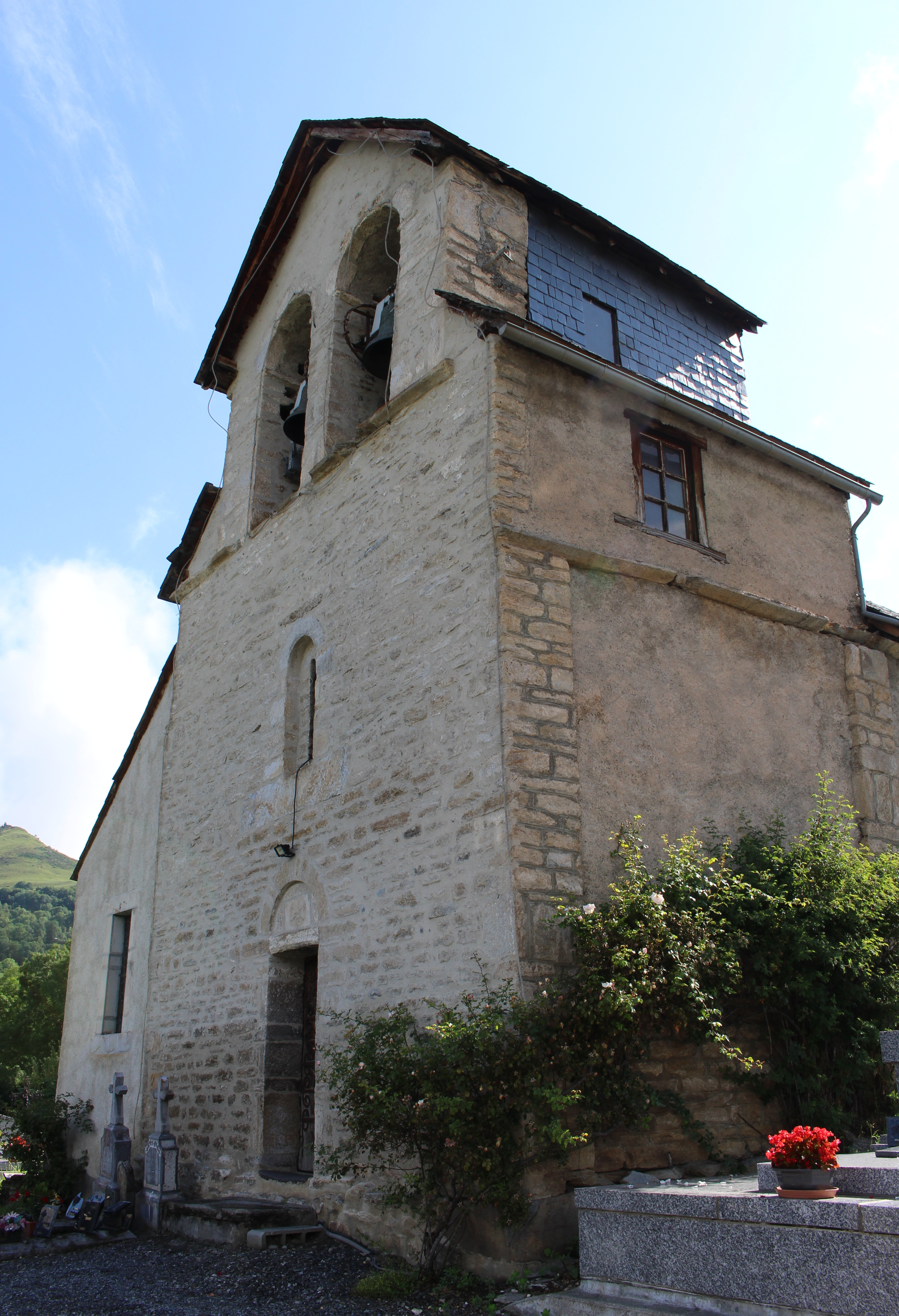
clocher-mur
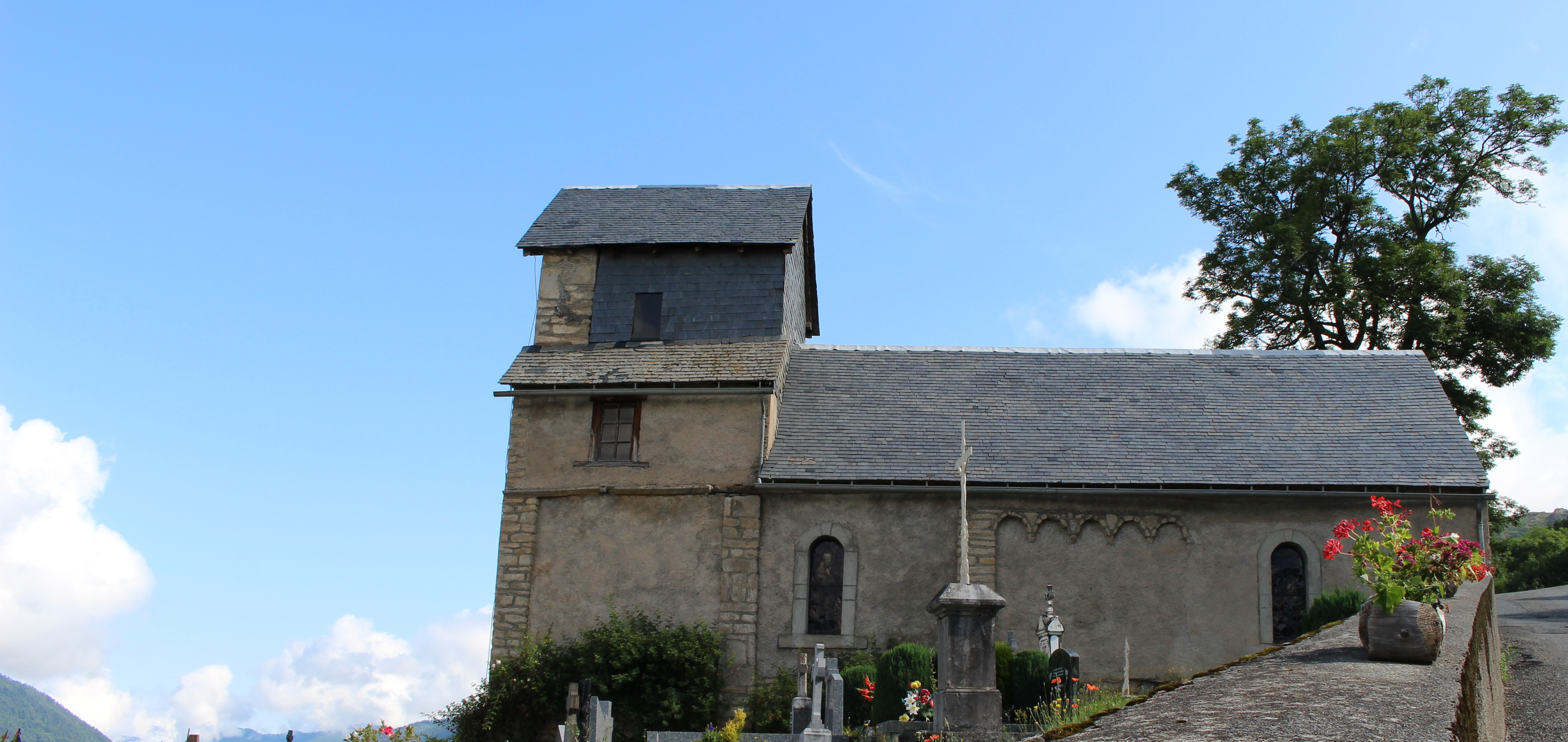